# Vittorio Murari Dalla Corte Brà
Vittorio Murari Dalla Corte Brà (Povegliano Veronese, 18 marzo 1859 – Torino, 6 novembre 1922) è stato un generale italiano, che nel corso della prima guerra mondiale fu comandante della Brigata Ivrea e poi della 34ª Divisione.
Nel 1916 fu sollevato dal comando della divisione in quanto non condivideva la strategia degli attacchi frontali ad ogni costo applicata dal capo di stato maggiore del Regio Esercito, tenente generale Luigi Cadorna. Nel dopoguerra fu apprezzato scrittore di cose militari.

## Biografia
Nacque a Povegliano Veronese il 18 marzo 1859, figlio di Giacomo e Giovanna Corletto all'interno di una famiglia di possidenti terrieri della piccola nobiltà cittadina, che avevano terreni tra Sorgà, Isola della Scala, Bonferraro e nell’area della Mattarana. Arruolatosi nel Regio Esercito frequentò la Regia Accademia Militare di Artiglieria e Genio di Torino, al termine della quale fu nominato sottotenente e assegnato all'arma di artiglieria. Il 15 novembre 1884 sposò la signorina Lucrezia Gritti della nobile famiglia dei proprietari di Villabella, che gli diede tre figli.
Promosso tenente, e poi capitano, assegnato al 16º Reggimento artiglieria, il 14 aprile 1889 entrò a far parte del Corpo degli ufficiali di Stato maggiore, e venne assegnato come addetto presso il Comando della Divisione militare di Brescia. Nel 1900 risultava in servizio come capitano e ufficiale di stato maggiore presso il comando della Divisione militare di Roma (13ª), allora al comando del tenente generale Baldassarre Orero.
Per un anno fu al comando di un battaglione dell'88º Reggimento fanteria di stanza a Padova e poi a Venezia. Per quattro anni, tra il 1898 e il 1902 fu insegnante di geografia fisica e militare presso la Regia Scuola di Guerra dell'Esercito, Nel 1900, con il grado di tenente colonnello, eseguì un viaggio d'istruzione nella Germania sud occidentale, di cui redasse un apposito fascicolo consegnato alla Scuola di guerra. Nel 1902 fu nominato Capo di stato maggiore della Divisione militare di Novara (2ª), allora al comando del tenente generale Francesco Stevani. Per due anni, con il grado di colonnello, fu comandante del 60º Reggimento fanteria di stanza a Viterbo. Nel 1909 prestava servizio come Capo di stato maggiore presso il IX Corpo d'armata di Roma, allora al comando del tenente generale Luigi Fecia di Cossato. Promosso maggior generale, allo scoppio delle ostilità con l'Impero austro-ungarico, avvenuto il 24 maggio 1915, assunse il comando della Brigata Ivrea (161º e 162º Reggimento fanteria), assegnata alla 34ª Divisione del generale Pasquale Oro, ed operante nella zona dell'altopiano dei Sette Comuni. Il 15 maggio 1916 la sua unità è investita dall'offensiva austro-ungarica (Strafexpedition ed è costretta a ritirarsi, cosa che fa ordinatamente, infliggendo al nemico gravi perdite ove possibile. Il 28 maggio lasciò il comando della "Ivrea", per sostituire alla testa della 34ª Divisione il tenente generale Alessandro Angeli. Mentre ricopriva questa posizione entrò in aperto contrasto con i comandanti del V Corpo d'armata, dapprima Gaetano Zoppi e poi Emilio Bertotti, non condividendo la strategia degli attacchi frontali che causavano gravi perdite tra le file delle sue truppe. Sostituito dal maggior generale Felice Porta, fu destinato nuovamente alla Scuola di guerra come insegnante venendo messo in posizione di riserva nel 1917. Grande conoscitore del territorio e della sua geografia, diede alle stampe due volumi sulle operazioni belliche: Sulla fronte della prima linea della 34ª  Divisione della Brigata “Ivrea” Altopiano d’Asiago 1915-1916 e Studi storico-militari sulla guerra italo-austro-ungarica (in due volumi dedicati rispettivamente alla Preparazione di guerra e alle Azioni di guerra sull’Altopiano dei Sette Comuni) pubblicati da Casanova, Torino, nel 1923. Dopo la fine del conflitto fu messo a riposo trascorrendo alcuni periodi in campagna, a Sorgà, dove amava spesso risiedere. 
Promosso tenente generale, insignito della Croce di Cavaliere dell'Ordine militare di Savoia, si spense a Torino il 6 novembre 1922. Una piazza di Sorgà porta il suo nome.

## Pubblicazioni
- Dati statistici, politici, storici e militari sulle colonie degli stati europei e degli Stati Uniti d'America, Roux & Viarengo, Torino, 1900.
- Sulla fronte della prima linea della 34ª  Divisione della Brigata “Ivrea” Altopiano d’Asiago 1915-1916, Casanova, Torino, 1922.
- Studi storico-militari sulla guerra italo-austro-ungarica. Vol. 1 Preparazione di guerra, Casanova, Torino, 1923.
- Studi storico-militari sulla guerra italo-austro-ungarica. Vol. 2 Azioni di guerra sull’Altopiano dei Sette Comuni (1915-1916), Casanova, Torino, 1923.

### Annotazioni
1. ↑  La coppia ebbe altri quattro figli: Ernesta nata il 26 gennaio 1858, Matilde nata il 29 gennaio 1860, Emilia nata l’8 luglio 1862, e Tito nato il 31 agosto 1863.
2. ↑  Giovanna Giacomina, nata il 13 novembre 1885 sposata con Domenico Durante, ritrattista di Casa Savoia e in ambito sportivo portiere della Juventus vincitore del primo scudetto di questa società (1905); Umberto, nato il 9 luglio 1887 sposato il 28 novembre 1912 con Vittoria Giuliari Gianfilippi, e Maurizio, nato il 7 giugno 1892 sposato il 16 marzo 1923 con Annamaria Poggi.

### Fonti
1. 1 2 3 4 5 6 7  Pasa 2015, p. 173.
2. 1 2  Pasa 2015, p. 174.
3. ↑  Gazzetta Ufficiale del Regno d'Italia n.106 dell'8 maggio 1889, p.1328.
4. ↑   Calendario generale del Regno d'Italia, 1896,  p. 280. URL consultato l'11 ottobre 2020.
5. ↑   Annuario militare del regno d'Italia, 1900,  p. 851. URL consultato l'11 ottobre 2020.
6. ↑  Crociani 2005, p. 147.
7. ↑   Annuario militare del regno d'Italia, 1902,  p. 310. URL consultato l'11 ottobre 2020.
8. ↑   Annuario militare del regno d'Italia, 1900,  p. 353. URL consultato l'11 ottobre 2020.
9. ↑   Bollettino ufficiale delle nomine, promozioni e destinazioni negli ufficiali, 1922,  p. 3000. URL consultato l'11 ottobre 2020.
10. ↑  Sito web del Quirinale: dettaglio decorato.
11. ↑  Gazzetta Ufficiale del Regno d'Italia n.251 del 12 ottobre 1915, p.5588.
12. ↑  Gazzetta Ufficiale del Regno d'Italia n.195 del 18 agosto 1920, p.2621.